# Meister des Saint Gilles

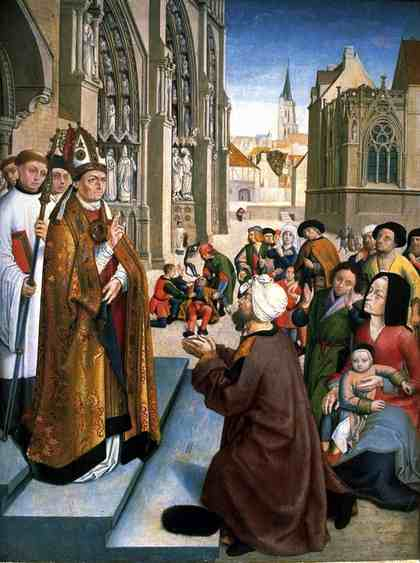
Meister des Saint Gilles: Leben eines heiligen Bischofs, um 1500, rechts das Hôtel-Dieu de Paris

Als Meister des Saint Gilles (fr. Maître de Saint-Gilles, engl. Master of Saint Giles) oder Meister des heiligen Ägidius wird von der Kunstgeschichte ein Maler des Spätmittelalters bezeichnet. Der namentlich nicht bekannte Künstler erhielt seinen Notnamen nach den zwei von ihm um 1500 geschaffenen Tafelbildern, die Szenen aus dem Leben des heiligen Ägidius (fr. Saint Gilles, engl. St. Giles) darstellen.

## Stil
Der Stil und die Arbeitsweise des Meisters des Saint Gilles zeigen eindeutig auf eine Ausbildung in den Niederlanden. Besonders seine Nutzung von Licht- und Schatteneffekten sowie der detailgetreue Hintergrund werden als Beispiele der Übernahme eines neuen niederländischen Stils gesehen, wie er z. B. von Rogier van der Weyden vertreten wird. Jedoch ist nicht zu klären, ob der Künstler aus Frankreich oder aus den Niederlanden stammt.

## Werke (Auswahl)
Dem Werk des Meister des Saint Gilles werden Tafelbilder eines Altares zugeschrieben, dessen Entstehung anhand der Mode der Kleidung von dargestellten Figuren um 1500 datiert werden kann:
- Die Messe des St. Gilles. National Gallery, London NG4681
- St. Gilles und die Hirschkuh. (Das Wunder des Saint Gilles). National Gallery, London NG1419

Diesen beiden werden zwei weitere Bilder zugeordnet, die der Meister des Saint Gilles zusammen mit einem seiner Assistenten wohl für den gleichen Altar geschaffen haben soll:
- Szenen aus dem Leben eines heiligen Bischofs (Life of a Bishop Saint). National Gallery of Art (Kress Collection), Washington, DC
- Die Taufe des Clodwig (Baptism of Clovis). Washington, National Gallery of Art (Kress Collection), Washington, DC

Weitere dem Meister zugerechnete Werke sind z. B.
- Madonna mit Kind. Louvre, Paris

## Darstellung des mittelalterlichen Paris

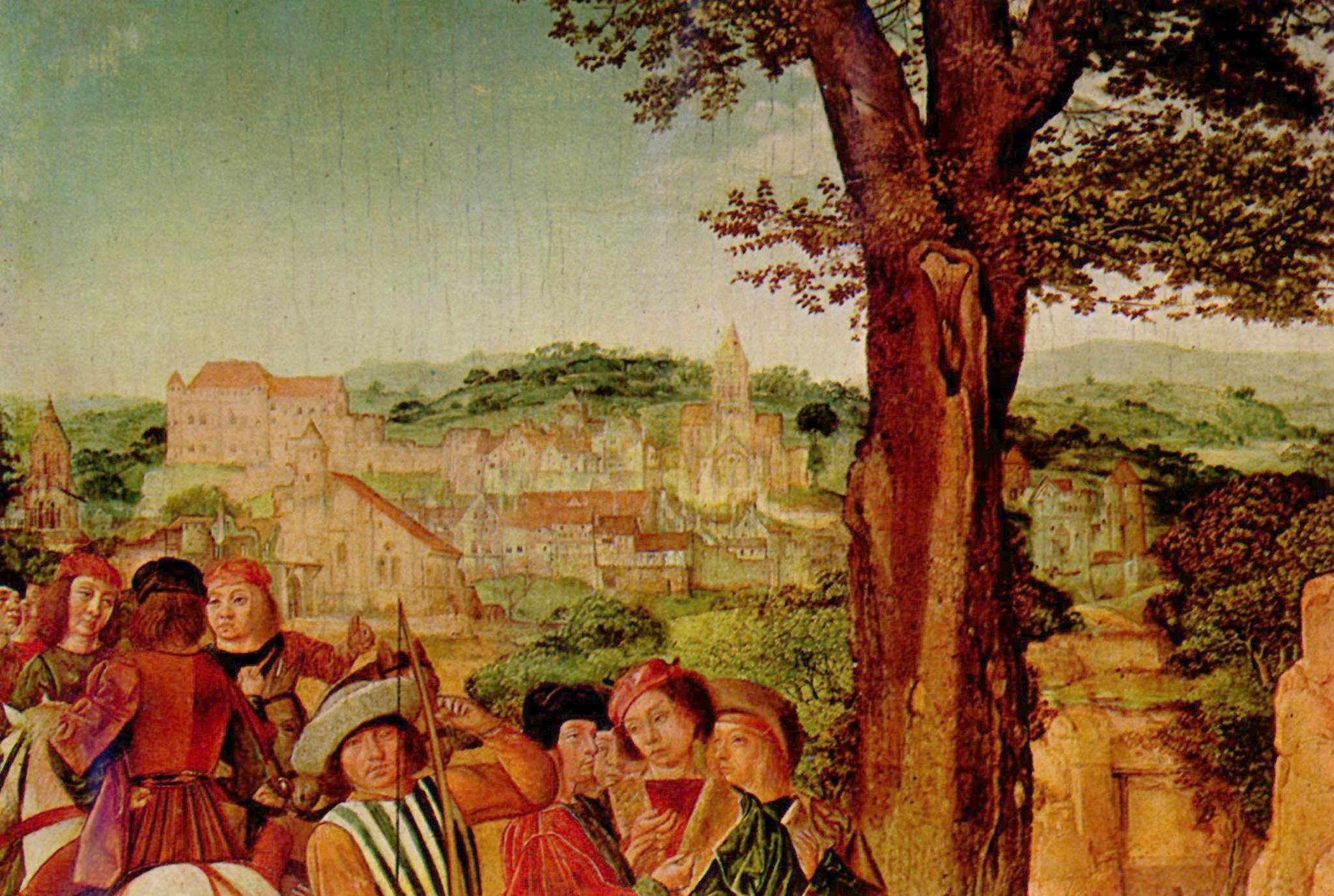
Meister des Saint Gilles: Stadtansicht (Detail eines Bildes)

Die vier Bilder des Altars des Meisters von Saint Gilles nutzen als Hintergrundmalerei bekannte Kirchen und Gebäude des mittelalterlichen Paris, wie z. B. ein Portal der Kirche Notre Dame in Paris oder die Silhouette des dortigen königlichen Palasts. Durch deren Auswahl will der Künstler in geschickter Ikonographie die religiöse Bedeutung der Szenen des Lebens des Heiligen verstärken und weiter die Darstellung des um 720 in der Abtei Saint-Gilles gestorbenen Bischofs in eine dem Meister und seinen Zeitgenossen eigenen mittelalterlichen Zusammenhang und vertraute und verstandene Umgebung bringen. Selbst die historisch in Reims belegte Taufe Chlodwigs I. hat der Meister nach Paris gebracht. Die Detailtreue des Hintergrundes der Bilder führt zu der Annahme, dass er die Bilder in Paris selbst gemalt hat.

## Vier Altarbilder

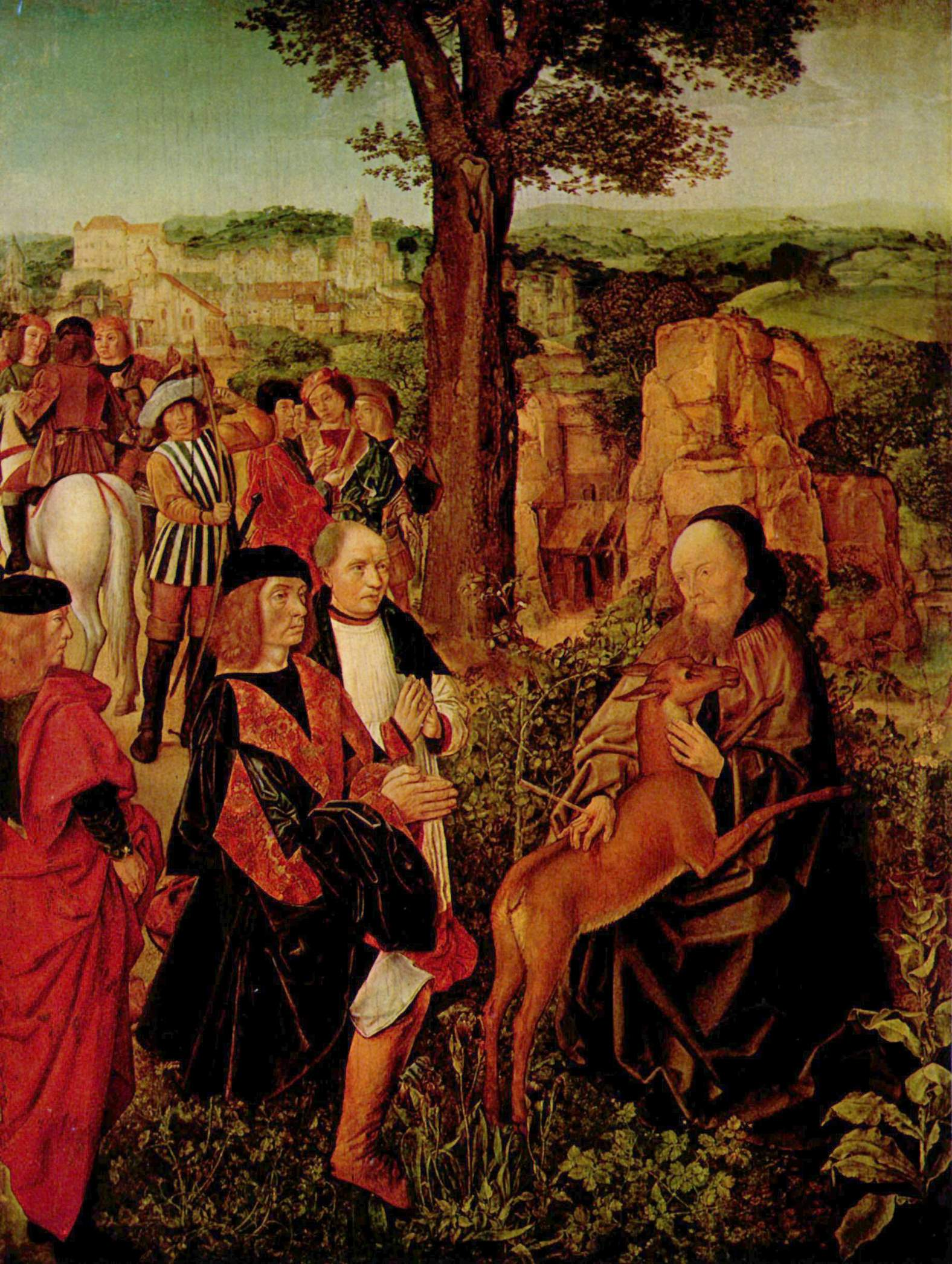
Meister des Saint Gilles: Das Wunder des Saint Gilles, mit Blick auf Pontoise
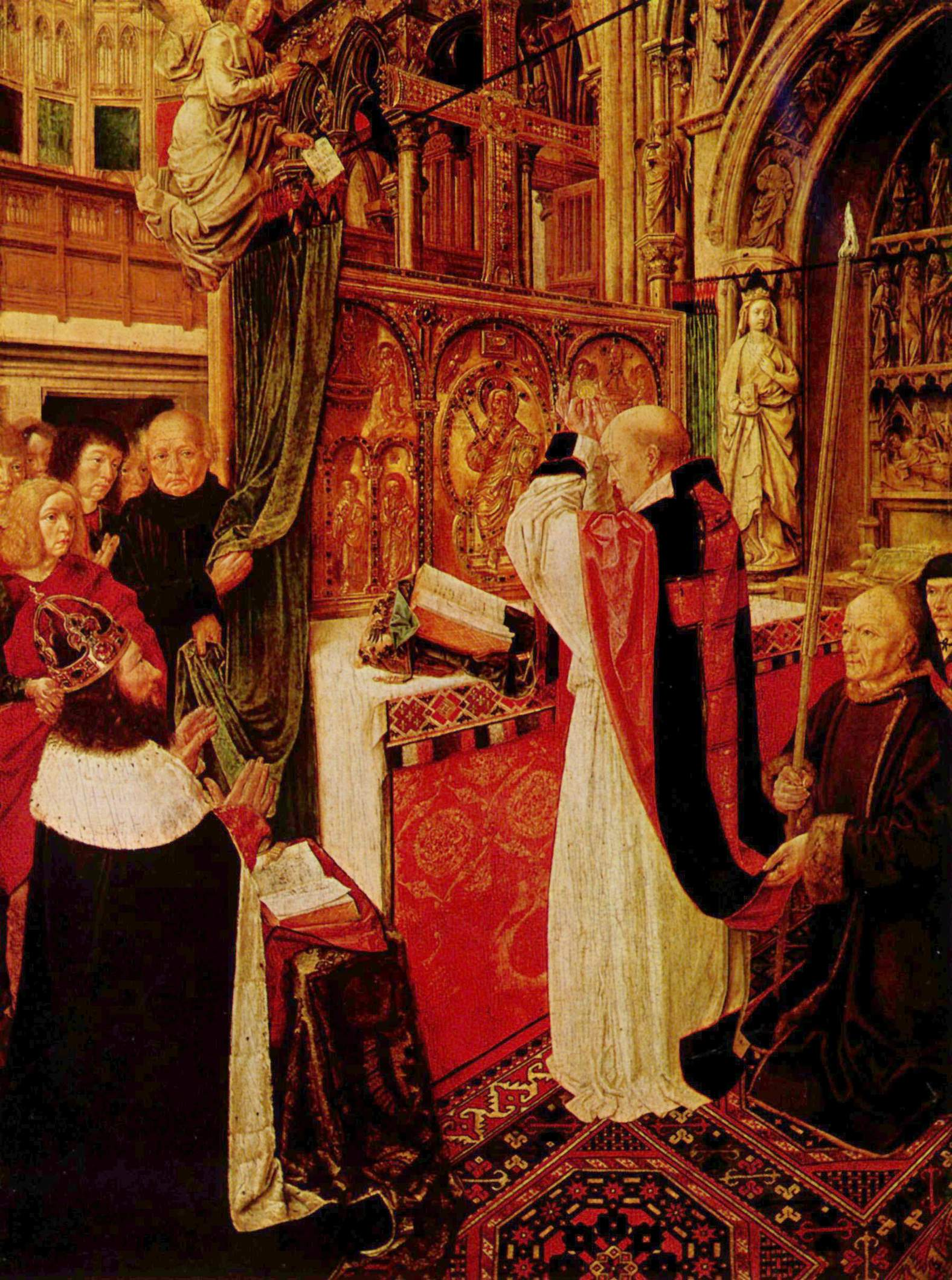
Meister des Saint Gilles: Die Messe des St. Gilles, in der Abtei Saint-Denis
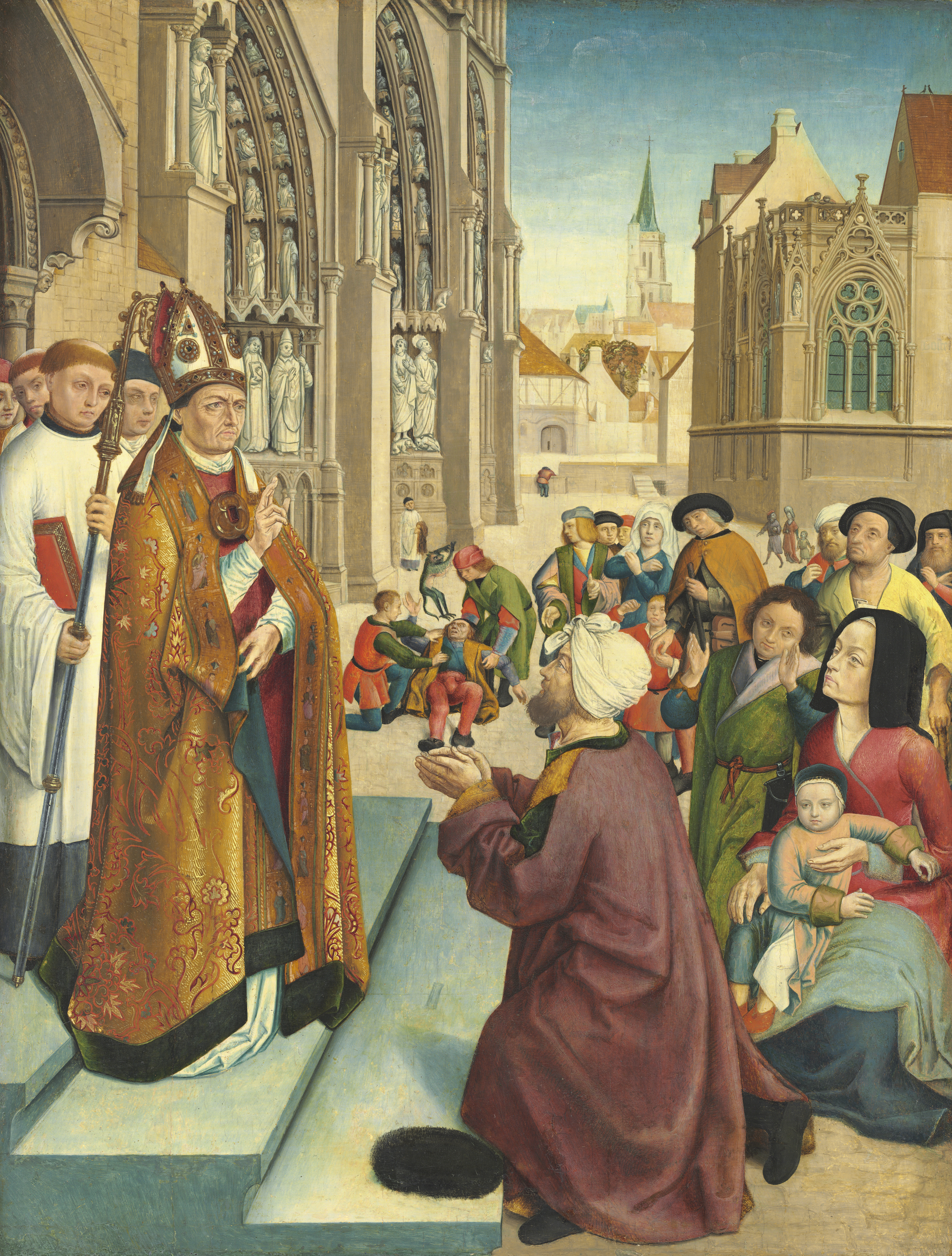
Meister des Saint Gilles: Leben eines heiligen Bischofs, Portal von Notre-Dame in Paris
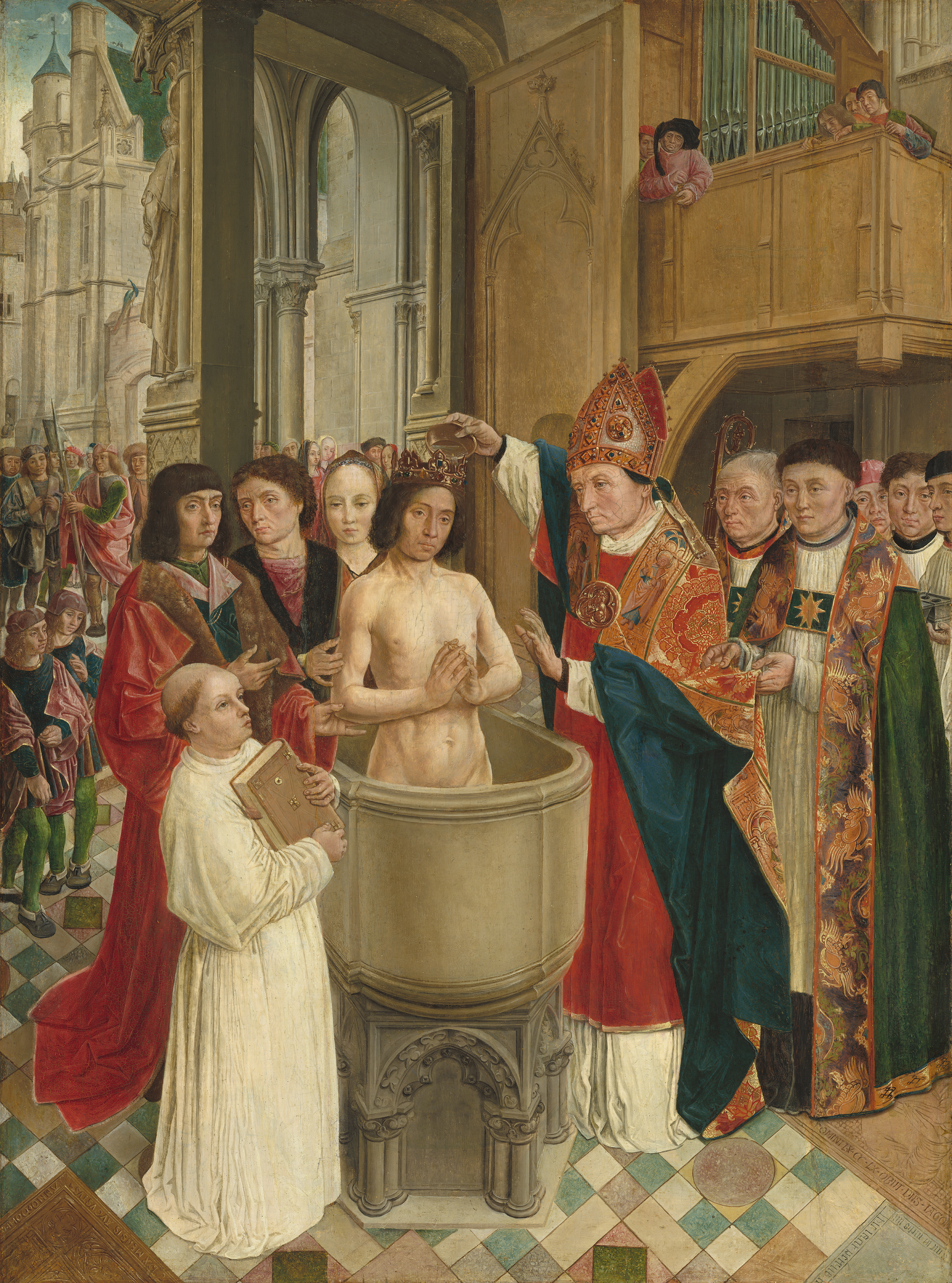
Meister des Saint Gilles: Taufe Clodwigs in der Sainte-Chapelle, Paris (sic!)

## Unterscheidung
In der Kunstgeschichte wird der mittelalterliche Bildhauer Peter Brunus manchmal als Meister von Saint Gilles bezeichnet, da er in dem Ort Saint Gilles in Frankreich Figuren geschaffen hat.